# (R)-3-Nitrobifenilin
(R)-3-Nitrobifenilin je lek koji deluje kao α2-adrenergički agonist. On je selektivan za α2C tip receptora. On je isto tako slab antagonist na α2A i α2B tipovima.